# Karim Benzema
Karim Mostafa Benzema, francoski nogometaš alžirskega rodu, * 19. december 1987, Lyon, Francija. 
Benzema trenutno igra kot napadalec Al-Ittihada.
Sezona 2014-15
6. avgusta 2014 je Benzema podpisal novo pogodbo z Real Madridom do leta 2019. 12. avgusta 2014 je odigral vseh 90 minut proti Sevilli na kateri je Real Madrid zmagal 2-0 v Cardiffu in osvojil UEFA Superpokal.
16. septembra 2014 je Karim Benzema zadel 1000. gol v evropskih tekmovanjih za Galaktike ob zmagi 5-1 nad Baslom na prvi tekmi v skupinskem delu LP. Na naslednji tekmi LP je zadel zmagoviti gol proti Ludogoretzu ko je vstopil iz klopi. Naslednji konec tedna pa jedvakrat zadel proti Athletic Bilbau v La Ligi ob zmagi 5-0.
Benzema je bil izbran za igralca meseca oktobra 2014 v La Ligi, skupaj s svojim trenerjem pri Realu, Carlom Ancelottijem. Zadel je 3 od 13. zadetkov Real Madrida. Zmagali so na vseh treh tekmah in prejeli le en zadetek.
Benzema je nadaljeval z zadevanjem golov : zadel je na vseh 4 tekmah v mesecu, tudi proti Liverpoolu v LP.